# محوطه قلعه کهنه
محوطه قلعه کهنه در سی سخت، یک کیلومتری شهر واقع شده و این اثر در تاریخ ۲۴ فروردین ۱۳۸۲ با شمارهٔ ثبت ۸۲۹۵ به‌عنوان یکی از آثار ملی ایران به ثبت رسیده است.